# Ngày Động vật thế giới

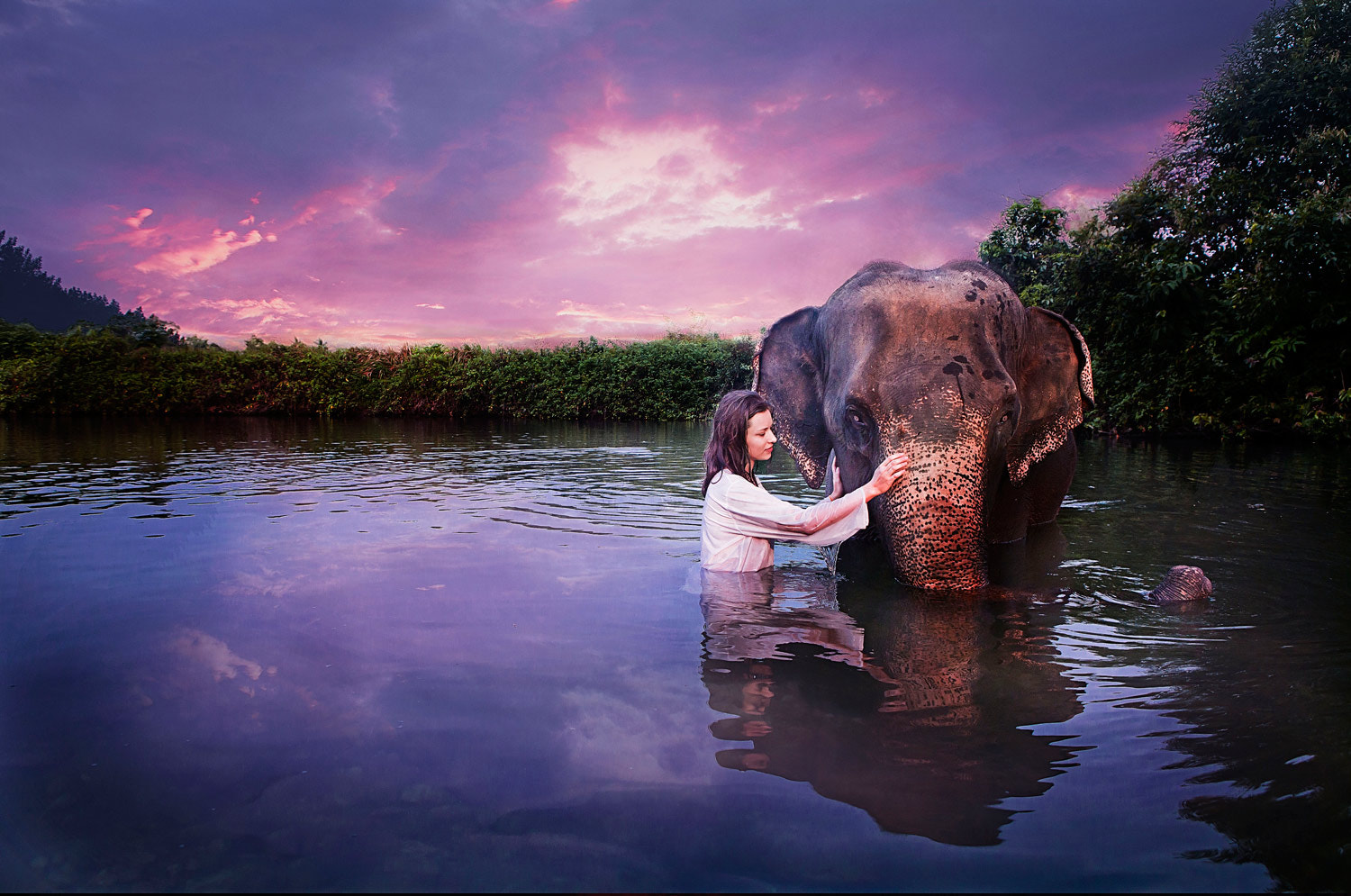
Chăm sóc voi

Ngày quốc tế động vật được tổ chức vào ngày 4 tháng 10 hàng năm, là một ngày dành riêng cho việc tuyên truyền cổ động việc chăm sóc động vật trên toàn thế giới.

## Lịch sử
Ngày Động vật thế giới khởi đầu ở Firenze, Ý vào năm 1931 tại một hội nghị của các nhà sinh thái học. Vào ngày này, đời sống động vật trong mọi hình thức được biểu dương, và các sự kiện kỷ niệm đặc biệt được dự trù ở mọi nơi trên toàn thế giới. 
Ban đầu, ngày 4 tháng 10 được chọn làm "Ngày Động vật thế giới" vì đó là ngày lễ kính thánh Phanxicô thành Assisi, một người yêu thiên nhiên và là vị thánh bảo trợ động vật cùng môi trường. Nhiều nhà thờ trên khắp thế giới giữ nghi thức chúc phúc lành cho động vật trong ngày Chúa nhật gần ngày 4 tháng 10 nhất.
Tuy nhiên, hiện nay "Ngày Động vật thế giới" đã vượt khỏi phạm vi lễ kính một vị thánh Kitô giáo, và được những người yêu động vật thuộc mọi tín ngưỡng và quốc tịch cử hành. Việc chúc phúc lành cho động vật được tổ chức trong các nhà thờ, giáo đường Do Thái giáo, hoặc do các tu sĩ tuyên úy động vật ở các vườn thú vv... Các nhóm cứu cấp động vật tổ chức việc quyên góp gây quỹ lập các nơi trú ẩn cho động vật và dành các ngày riêng cung cấp thông tin, giáo dục về các động vật hoang dã.
Tại Argentina, ngày động vật được tổ chức vào ngày 29 tháng 4 như một sự tuyên dương cái chết (năm 1926) của Tiến sĩ Lucas Ignacio Albarracín. Albarracín, cùng với Domingo Faustino Sarmiento, là một trong những người sáng lập ra "Argentina Sociedad Protectora de animales" (Hội bảo vệ Động vật Argentina) và người đề xuất Luật bảo vệ động vật quốc gia Argentina (số 2786).